# Nicolaus I Bernoulli
Nicolaus (eller Nicolas) Bernoulli, född den 10 oktober 1687 i Basel, död där den 29 november 1759, var en schweizisk matematiker. Han var brorson till Jakob och Johann Bernoulli.
Bernoulli blev 1716 professor i matematik i Padua och 1722 professor i logik i Basel samt fick 1731 en juridisk professur där. Hans matematiska arbeten förskaffade honom 1713 inträde i kungliga vetenskapsakademien i Berlin, 1714 i vetenskapssocieteten i London, 1724 i Institutet i Bologna. Han utgav skrifter om sannolikhetsräkning och löste åtskilliga av de uppgifter, som farbrodern Jakob Bernoulli hade framställt.